# El Papiol
El Papiol är en kommun i Spanien.   Den ligger i provinsen Província de Barcelona och regionen Katalonien, i den östra delen av landet, 500 km öster om huvudstaden Madrid. Antalet invånare är 4 014. Arean är 8,8 kvadratkilometer. El Papiol gränsar till Sant Cugat del Vallès, Molins de Rei, Pallejà och Castellbisbal. 
Terrängen i El Papiol är huvudsakligen platt, men åt nordost är den kuperad.